# Synagoge Raschi (Troyes)

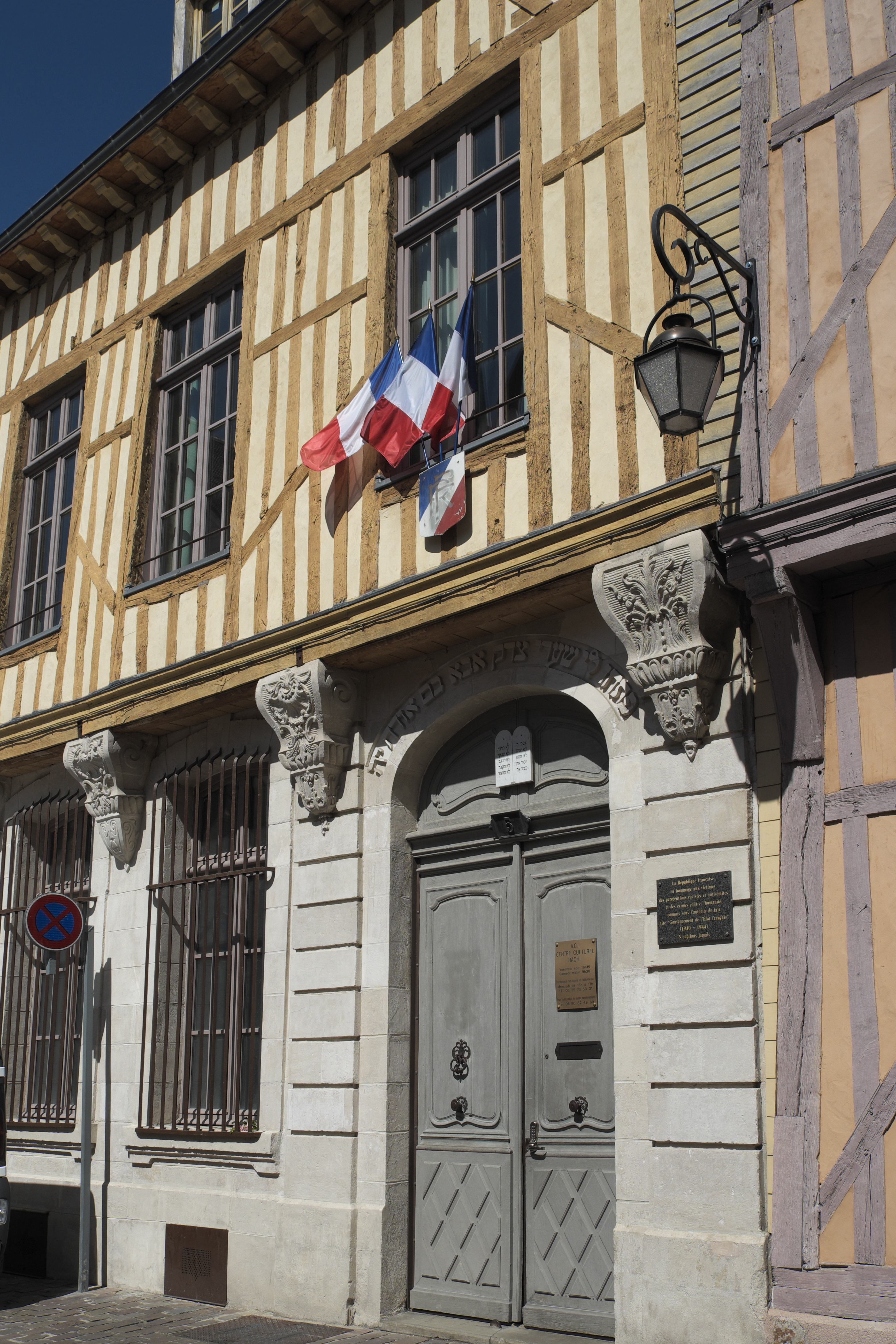
Synagoge in Troyes (über dem Portal die Gesetzestafeln)

Die Synagoge Raschi in Troyes, Verwaltungssitz des Départements Aube in der Region Grand Est, befindet sich im Gebäude der Nr. 5 Rue Brunneval. Die Synagoge wurde nach dem Rabbiner Raschi benannt, der im Mittelalter in Troyes lebte und lehrte. 
Das Fachwerkhaus wurde 1561 errichtet. Nach den Umbauten wurde am 27. März 1966 die Synagoge eingeweiht. 